# Meteorologiåret 1899

## Händelser

### Januari
- 9 januari - Köldrekord för Manitoba, Kanada uppmäts med -52.8 °C i Norway House [1].
- 11 januari – Ett udda åskväder lyser upp vinterhimlen i Maple Plain i Minnesota, USA [2].

### Februari
- 9 februari – Alla tiders köldrekod för Minnesota, USA sätts i Leech Lake Dam [3].

### Mars
- Mars – Med medeltemperaturen -20,6 upplever Kautokeino Norges kallaste marsmånad någonsin [4].

### Augusti
- 11 augusti – Blixten förstör ett skyltfönster i Fisher i Minnesota, USA [5].

### Oktober
- Oktober - En storm utanför Norges kuster orsakar 150 fiskares död [6].

## Födda
- 24 december – Carl Troll, tysk geograf och meteorolog.

## Avlidna
- 30 augusti – Gaston Tissandier, fransk kemist, meteorolog och flygare.
- okänt datum – Heinrich Wilhelm Blasius, tysk-amerikansk meteorolog.

### Fotnoter
1. ↑  ”Dan, Dan the Weatherman's Canadian Weather Trivia Page”. Arkiverad från originalet den 9 september 2013. https://web.archive.org/web/20130909001246/http://www.dandantheweatherman.com/cantriv.html. Läst 23 februari 2011.
2. ↑  ”Arkiverade kopian”. Arkiverad från originalet den 21 juli 2010. https://web.archive.org/web/20100721154003/http://climate.umn.edu/pdf/day_in_weather_history/january_wx_history.pdf. Läst 16 februari 2011.
3. ↑  ”Arkiverade kopian”. Arkiverad från originalet den 26 juli 2010. https://web.archive.org/web/20100726102650/http://www.climate.umn.edu/pdf/day_in_weather_history/february_wx_history.pdf. Läst 16 februari 2011.
4. ↑  ”Arkiverade kopian”. Arkiverad från originalet den 26 juli 2010. https://web.archive.org/web/20100726102403/http://www.climate.umn.edu/pdf/day_in_weather_history/august_wx_history.pdf. Läst 16 februari 2011.
5. ↑  SMHI